# Morgan Saylor
Pour les articles homonymes, voir Saylor.
Morgan Saylor est une actrice américaine, née le 26 octobre 1994 à Chicago en Illinois, (États-Unis). Elle est principalement connue pour le rôle de Dana Brody dans la série Homeland.

## Biographie
Née le 26 octobre 1994 à Chicago, Morgan Saylor grandit dans l'État de la Géorgie. Alors qu’elle vit dans une petite ville à la campagne, à l’âge de huit ans, elle déménage avec ses parents pour s'installer dans un quartier d'Atlanta. Elle fréquente des écoles Montessori jusqu'à la fin du collège (grade 8).
Morgan Saylor commence le théâtre très jeune, à l’occasion d’un camp d’été. Mais c’est une fois installée dans son nouveau quartier qu'elle rencontre des acteurs et des directeurs de casting. À partir de ce moment-là, Morgan Saylor passe de petits stages de théâtre locaux à des plateaux de tournage pour des séries télévisées et des films.
Elle commence sa carrière à douze ans en jouant dans deux épisodes de la série Les Soprano et commence sa carrière au cinéma en 2009 dans L'Assistant du vampire dans le rôle d'Annie. Par la suite, elle participe principalement à des films indépendants qui n'ont droit qu'a des sorties limitées aux États-Unis. 
En 2014, elle joue dans le film dramatique d'horreur Jamie Marks Is Dead aux côtés de Liv Tyler et en 2015, elle interprète Julie White dans McFarland, un biopic sur James White (en) (interprété par Kevin Costner).
Depuis 2011, elle interprète Dana Brody dans la série Homeland, qui devient son rôle le plus connu.
En 2016, elle joue le rôle principal (son premier) dans le film indépendant White Girl, qui est présenté au festival de Sundance.

## Filmographie

### Cinéma
- 2007 : L'Assistant du vampire de Paul Weitz : Annie
- 2010 : Father of Invention de Trent Cooper : Claire à 12 ans
- 2011 : The Greening of Whitney Brown de Peter Skillman Odiorne : Annie
- 2014 : Jamie Marks Is Dead de Carter Smith : Gracie Highsmith
- 2015 : McFarland de Niki Caro : Julie White
- 2016 : Being Charlie de Rob Reiner : Eva
- 2016 : White Girl d'Elizabeth Wood : Leah
- 2017 : Novitiate de Margaret Betts : sœur Evelyn
- 2018 : Nous les coyotes de Hanna Ladoul et Marco La Via : Amanda
- 2023 : Funny Birds de Hanna Ladoul et Marco La Via : Charlie

### Télévision
- 2006 : Les Soprano : Meadow jeune (2 épisodes)
- 2007 : K-Ville : Lana Roberts (1 épisode)
- 2011-2013 : Homeland : Dana Brody (36 épisodes)

## Son rôle dansHomeland
Morgan Saylor incarne Dana Brody, la fille de Nicholas Brody (Damian Lewis). Si la jeune actrice est si convaincante dans Homeland, c’est parce qu’elle s’approprie le personnage et se retrouve même un peu en Dana Brody. D’ailleurs, ses amis proches lui disent qu’elle joue son propre rôle.
Il est possible de faire un parallèle entre son personnage et celui de Carrie Mathison (Claire Danes) car ce sont les deux seules à sentir qu’il y a un problème avec Nicholas Brody et à sentir qu’il va se passer quelque chose de grave.

### Saison 1
Dana Brody est une adolescente rebelle et qui est perturbée par le retour de son père. Elle doit réapprendre à le connaître et est troublée par son attitude étrange. Elle s’inquiète pour lui, mais décide d’être sa complice en gardant le secret de sa conversion à l’islam.
Bien qu’assez effacée, Dana Brody est un personnage important de la saison 1. En effet, dans le dernier épisode, à la suite d'une conversation avec Carrie Mathison (Claire Danes) qui lui assure que son père est dangereux, Dana Brody s’inquiète pour lui et l’appelle. Elle dissuade, sans le savoir, Nicholas Brody d’enclencher sa veste explosive et de faire ce qui était prévu.

### Saison 2
Dana Brody a grandi et mûri avec le retour de son père. En fait, elle a perdu son innocence et se rend compte de la réalité de la vie. Elle prend de l’assurance et c’est un personnage que nous voyons de plus en plus. L’adolescente perturbée de la première saison a presque disparu. Dana Brody discerne le bien du mal et essaie de grandir au milieu des tensions familiales. D’ailleurs, elle découvre le point de vue de sa mère (Morena Baccarin) et se rend compte que le retour de son père est difficile à gérer.
Elle a changé d’école et baigne dans le milieu des enfants de politiciens. Milieu dans lequel elle tente de s’acclimater, non sans mal. Elle est attirée par Finn Walden (Timothée Chalamet), le fils du vice-président. Avec lui, elle découvre que dans le milieu de la politique, personne n’est libre de faire ce qu’il croit juste, pour des raisons d’intérêts.

### Saison 3
Dans la saison trois on découvre que Dana a tenté de se suicider deux semaines après l'attentat à la CIA. Elle a passé un séjour dans un centre spécial d'où elle sort. Elle était cependant tombée amoureuse d'un garçon du centre qu'elle rejoint en retournant au centre, quelques jours après son retour à la maison. Les deux adolescents arrivent à s'échapper mais Dana découvre que son copain lui a menti sur les raisons de son internement et qu'il est potentiellement dangereux. Ce mensonge supplémentaire fait en sorte qu'elle rentre chez elle de leur fugue et oublie ce garçon. Elle décide de s'en aller de la maison et aller vivre ailleurs en ayant changé de nom de famille. On la revoit en fin de saison où elle semble travailler au service nettoyage d'un motel. L'ultime rencontre avec son père montre qu'elle se fiche de chercher la vérité sur son père, qu'il l'a détruite et qu'elle ne veut plus les revoir, ni lui ni Carrie.

## Distinctions
- Screen Actors Guild Awards 2013 : nomination dans la catégorie « Meilleure performance d'ensemble dans une série dramatique » pour Homeland, aux côtés des autres acteurs principaux
- Screen Actors Guild Awards 2014 : nomination dans la catégorie « Meilleure performance d'ensemble dans une série dramatique » pour Homeland, aux côtés des autres acteurs principaux